# Rosa de Turaida

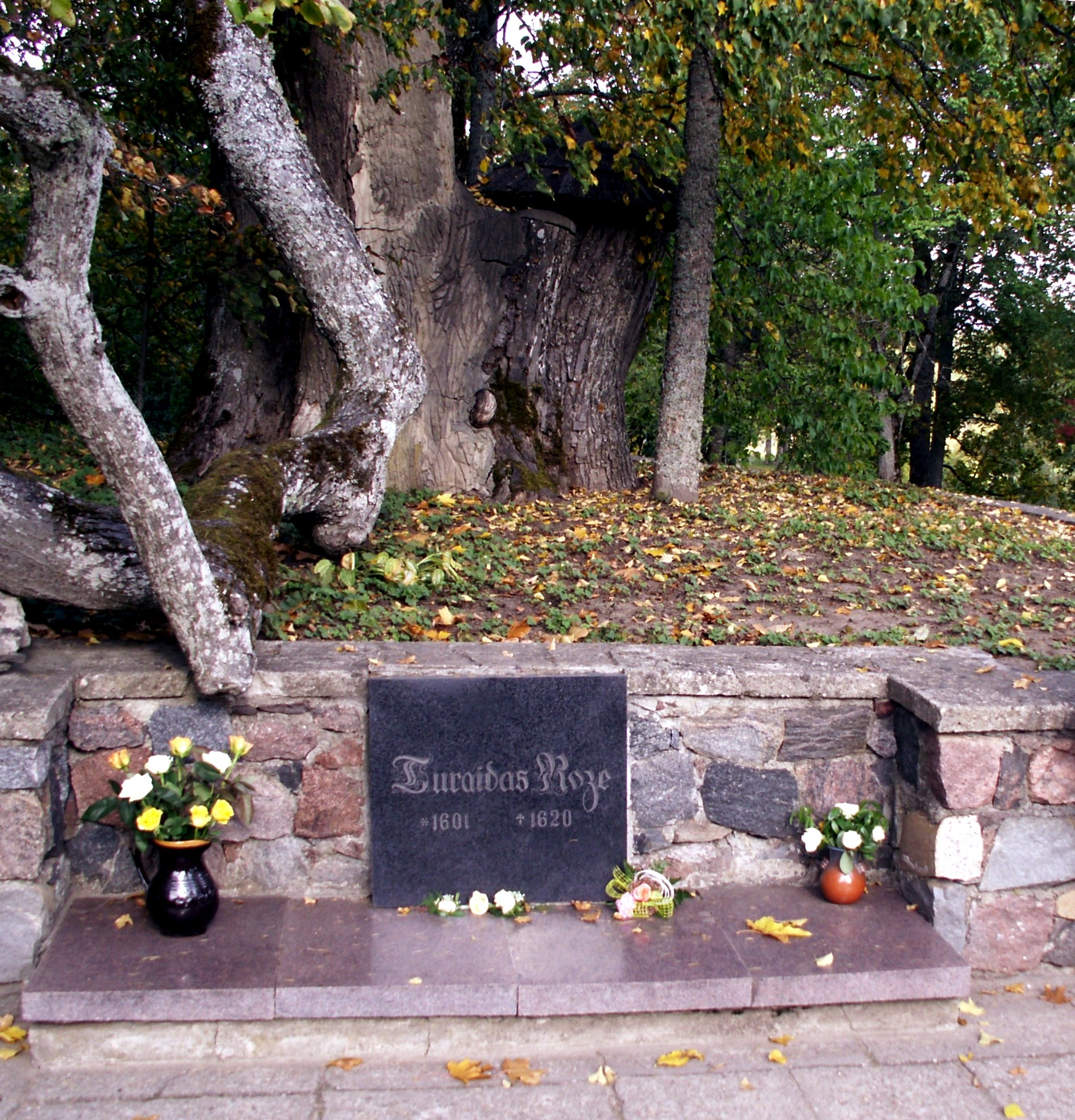
Tomba de la Rosa de Turaida

Maija (1601–1620), coneguda com la Rosa de Turaida (a vegades la Rosa de Sigulda) va ser una noia assassinada la tomba de la qual, en els terres del Castell de Turaida a Letònia, és encara molt visitada avui en dia.

## Història
Després que una batalla al peu del Castell de Turaida el 1601, un majordom del castell, mentre buscava supervivents, va trobar una criatura en braços de la seva mare morta. Va batejar a la nena amb el nom de Maija i la va criar com a pròpia. En créixer va esdevenir molt bella i se la coneixia com la "Rosa de Turaida". Va enamorar-se de Viktor, el jardiner al castell de Sigulda, situat a l'altra banda del riu Gauja, i la tardor de 1620 preparaven el casament. Poc abans del casament Maija va rebre una carta de Viktor que li demanava trobar-se a la cova de Gutmanis, el seu lloc de reunió habitual. Va anar a la cova amb Lenta, la filla menor del seu pare adoptiu. Quan hi va arribar, no obstant, no va trobar-se amb Viktor sinó amb un noble o soldat polonès anomenat Adam Jakubowski que l'esperava amb la intenció de violar-la per convertir-la en la seva esposa. Maija va prometre donar-li una bufanda màgica, que tenia el poder de fer-lo immune a les lesions (en altres versions la bufanda és impossible de penetrar), si la deixava anar, i va persuadir-lo per provar en ella el seu poder. Així Adam va copejar-la amb una destral i va matar-la, havent salvat ella d'aquesta manera el seu honor.
Al vespre Viktor va anar a la cova i va trobar el cos de la seva estimada i va ser acusat de l'assassinat. Però durant el judici va aparèixer el testimoni de Peteris Skudritis, que va testificar que Jakubowski li havia encarregat entregar la carta, cosa que Lenta va confirmar. Viktor va enterrar el seu Maija prop el castell, va plantar un arbre de til·ler a la tomba i va deixar el país per sempre. Segons documents als arxius de Sigulda el soldat va ser més tard agafat, jutjat i penjat pel seu delicte.
Des d'aleshores els nuvis tenen per costum deixar flors a la tomba de la Rosa de Turaida amb l'esperança de conèixer el seu mateix amor etern i devoció.